# Batalla de Lissa (1866)
La Batalla de Lissa  es va lliurar el 20 de juliol de 1866 entre l'armada austríaca i l'armada italiana prop de l'illa de Lissa (actual Vis), al mar Adriàtic, en el marc de la Guerra Austro-Prussiana. Va ser una victòria decisiva de la força austríaca davant d'una esquadra italiana molt superior. Va ser la primera gran batalla naval en què van participar vaixells de vapor.
La batalla va ser part de la Tercera Guerra d'Independència Italiana, en la qual Itàlia es va aliar amb el Regne de Prússia en el curs del conflicte contra Àustria. El principal objectiu italià era conquerir Venècia, llavors part de l'Imperi Austríac.
Les flotes estaven compostes per velers amb motors de vapor i ironclads, que van participar per primer cop en combat.
La flota italiana comptava amb 12 cuirassats i 17 velers i superava numèricament a l'austríaca, de 18 vaixells. Els austríacs també estaven en clar desavantatge pel que fa al nombre d'armes. Va participar també un dels primers vaixells en els quals els canons estaven muntats en una torreta giratòria, l'italià Affondatore.
El comte Carlo di Persano va liderar la flota italiana, mentre que l'austríaca estava al comandament del contraalmirall Wilhelm von Tegetthoff. El fort de Lissa va ser posat sota l'autoritat del transilvà David Urs de Margina.

## Antecedents

Batalles de la Tercera guerra de la independència italiana (marcades en vermell)

Després de les guerres napoleòniques, el Congrés de Viena de 1815 va restablir l'antic ordre entre les potències europees mitjançant la institucionalització de la Confederació Germànica, una aliança entre els estats alemanys i Àustria. L'origen de la guerra austroprussiana rau en les tensions creixents entre les dues grans potències germàniques pel que fa a la dominació de la Confederació.
La principal campanya de la guerra va ocórrer en Bohèmia. El Cap de l'Estat Major General prussià Helmuth von Moltke havia planejat meticulosament la guerra i va mobilitzar ràpidament l'exèrcit prussià, que es va reunir al llarg de la frontera de Prússia el mes de juny: l'Exèrcit de l'Elba comandat per Herwarth Karl von Bittenfeld a Torgau, el Primer Exèrcit de Frederic Carles de Prússia entre Senftenberg i Görlitz, i el Segon a Silèsia a l'oest de Neisse. L'exèrcit austríac de Ludwig von Benedek procedent de la frontera italiana es va concentrar a Olmütz, on l'exèrcit austríac es concentrava per a una invasió de Silèsia.
Els prussians van avançar a través de la frontera cap Saxònia i Bohèmia dirigits nominalment pel rei Guillem I de Prússia i van convergir i combatre a la batalla de Sadowa el 3 de juliol, amb victòria prussiana. Els austríacs es van veure obligats a enviar un dels seus tres cossos d'exèrcit d'Itàlia a Viena, mentre les forces restants es van concentrar a les defenses al voltant del Trentino i Isonzo.
El 5 de juliol, el govern italià va rebre notícies de la mediació de Napoleó III per a una solució de la situació, que permetria a Àustria mantenir Venècia. La situació era vergonyosa per a Itàlia, ja que les seves forces havien estat derrotades en l'única batalla fins ara. A mesura que els austríacs redistribuïen cada cop més tropes a Viena per defensar-la contra els prussians, Alfonso Ferrero della Marmora va ser instat a aprofitar la superioritat numèrica de la seva força, aconseguir una victòria i millorar la situació d'Itàlia a la taula de negociació. El 14 de juliol, durant un consell de guerra celebrat a Ferrara, es van decidir que Cialdini havia de dirigir l'exèrcit principal de 150.000 homes es dirigiria al Vènet, i della Marmora, amb uns 70.000 homes, fixaria les forces austríaques al Quadrilatero, mentre l'armada italiana, comandada per l'almirall Carlo di Persano, havia de sortir d'Ancona amb l'objectiu d'apoderar-se de Trieste i els voluntaris de Giuseppe Garibaldi (anomenats Cacciatori delle Alpi), reforçats per una divisió d'infanteria regular, havien d'avançar cap a Trentino, amb l'objectiu de capturar la seva capital, Trento.

## La batalla

### Plans de batalla
La tropa atacant austríaca estava dividida en tres grups. La primera divisió estava composta pels vaixells armats, la segona i més poderosa comptava amb el vaixell de fusta Kaiser i cinc fragates. La tercera divisió estava formada per petites troneres i mercants armats. El mercant Stadion estava al capdavant de la flota i actuava com a guia.
Les tres divisions avançaven en formació en V. La primera divisió sota el comandament de Tegetthoff anava al capdavant i els vaixells més febles de la tercera divisió a la rereguarda. Els velers del comodor Petz anaven al centre.
El pla austríac consistia, per la seva escassa potència de foc, en acostar-se per mantenir una lluita amb foc de curt abast i enfonsar un petit grup de vaixells italians per aconseguir treure la moral de lluitar.
Malgrat la seva superioritat, els italians no estaven preparats per a la batalla. Estaven ocupats preparant un desembarcament quan van rebre notícies que la flota austríaca se'ls estava acostant. Carlo di Persano va cancel·lar el desembarcament i va ordenar a l'esquadra sortir a la mar formant una columna. No obstant això, poc després va cancel·lar l'ordre i la va substituir per la de formar una línia de front rectilini, tal com es feia servir en les batalles navals de velers.
La primera divisió d'avanç consistia en el Principe di Carignano, el Castelfidardo i l'Arcona, sota el comandament de l'almirall Vacca. La segona divisió del capità de primera classe Faà di Bruno anava al centre i comptava amb els vaixells Re d'Italia, Palestro i San Marino, i la tercera divisió, a la rereguarda, es componia del Re di Portogallo, el Maria Pia i el Varese dirigits pel capità August Riboty. A més d'aquests cuirassats, els velers anaven distribuïts entre les tres divisions.
Abans de la batalla, Persano va causar confusió entre les seves files en decidir transferir la seva bandera a l'Affondatore, el qual s'havia quedat fora de la línia de batalla com a reserva. No obstant això, el senyal per desaccelerar i baixar els bots per transportar l'almirall no van arribar a la primera divisió, que es va avançar deixant una bretxa en la línia. Persano no va arribar a informar del canvi de bandera, de manera que els italians van continuar mirant el vaixell insígnia, el Re d'Italia, esperant ordres.

### La trobada de les esquadres a les 10 en punt
En ignorar els avisos de «vaixells sospitosos a la nit» dels seus guaites, Carlo di Persano permeté als austríacs reorganitzar la seva flota preparant per a l'atac. Tegetthoff va veure el buit en l'esquadra italiana, per la qual cosa va enviar a la seva flota cap a la bretxa i es va concentrar en un atac a curta distància. Mentre els austríacs s'acostaven, la primera divisió italiana, al comandament de Vacca, va obrir foc intens sobre l'oponent. Els austríacs només van poder contestar amb unes poques salves. Com Persano estava canviant la seva bandera no va poder donar cap ordre a tots els seus vaixells. Les segona i primera divisions no es van unir al combat i els austríacs van creuar la bretxa patint seriosos danys, però cap pèrdua. El  Drach  va rebre 17 impactes, perdent el seu pal major. El seu capità, Von Moll, va resultar mort, però el seu subordinat Karl Weyprecht va aconseguir tornar el vaixell a la línia de combat.
A les 10:43 del matí, els austríacs havien de portar els italians a una lluita propera. L'Habsburg, el Salamander i el Kaiser Max de la flota austríaca van abandonar la seva esquadra per embrancar-contra la primera divisió italiana, i el  Don Juan, el Drach i el Prinz Eugen es van enfrontar a la segona. Persano, que estava en el vaixell més poderós de les dues flotes, l' Affondatore, es va mantenir a prop del combat.
Amb la confusió que regnava en el bàndol italià, el comodor von Petz va aprofitar l'oportunitat de prendre la seva segona divisió cap a la rereguarda italiana. Els vaixells velers austríacs de la segona divisió es van enfrontar als moderns cuirassats italians amb pesants armes. La fragata Novara va rebre 47 impactes. L'Erzherzog Friedrich va ser danyat sota la línia de flotació encara que va aconseguir mantenir-se a la superfície, mentre que el Schwarzenburg va ser inutilitzat pel foc italià.

### El final de la batalla
Veient que les coses anaven malament, Carlo di Persano es va llançar al combat, decidint atacar el vaixell Kaiser en comptes d'anar en ajuda de la segona divisió italiana, que estava molt més a prop d'ell i estava patint molt. Això no obstant, el Kaiser va aconseguir esquivar l'Affondatore. El capità del Re di Portogallo decidir perseguir el Kaiser, atacant-lo amb un potent foc. En l'últim moment, von Petz va girar i es va proposar tornar l'atac. No obstant això, en el gir es va produir una col·lisió amb el Re di Portogallo, el que va aprofitar el capità d'aquest per bombardejar l'navili austríac, enderrocant el seu pal major.
Gairebé al mateix temps, Tegetthoff va enviar el seu vaixell insígnia, el  Erzherzog Ferdinand Max, contra el Re d'Italia i el Palestro. En ambdós casos només va aconseguir impactar uns pocs trets, però aquests van causar seriosos danys, especialment en el Palestro, que va començar a cremar.
Mostrant una especial valentia, el capità del  Palestro, Cappellini, va dir als seus homes que podien abandonar el vaixell però que ell es quedaria, i va treure el vaixell fora de la batalla. La seva tripulació es va negar a abandonar. El Palestro es va enfonsar finalment a les 2:30 de la tarda, sobrevivint només 19 homes dels 230 de la tripulació.
Mentrestant, el Erzherzog Ferdinand Max va envoltar el Re d'Italia sense deixar de disparar i va aconseguir un bon impacte aprofitant un error del capità italià en el moment crucial del combat. El vaixell italià va arriar la bandera en senyal de rendició. Segons la llegenda, el capità Faà di Bruno es va suïcidar després de donar l'ordre.
L'Erzherzog Ferdinand Max es va retirar a causa dels importants danys que tenia després de dur a terme tres combats. L' Ancona  li va tancar el pas. En l'excitació de la batalla, els italians podien haver destruït completament el vaixell insígnia austríac, però van oblidar introduir les bales i en els canons només hi havia pólvora.
Després de la seva trobada amb el Re di Portogallo i el Maria Pia, el comodor Von Petz es va trobar a poca distància del Affondatore. Tot i ser un perfecte blanc de tir per al vaixell italià, el Kaiser sobreviure gràcies al fet que Parsano va ordenar la retirada.

## Conseqüències
La trobada del Kaiser amb l'Affondatore va ser l'últim enfrontament important de la batalla. Amb dos cuirassats enfonsats, els italians es van retirar tot i que encara hi va haver intercanvis de trets durant algunes hores més. Els mariners de Tegetthoff, gairebé exclusivament venecians i croats, van cridar: «Visca San Marco!», el crit de guerra en honor del patró de Venècia. Aquest va ser el primer i últim combat en què va participar l'Affondatore. Carlo di Persano va tornar i va anunciar una gran victòria, causant una gran celebració fins que es va fer pública la realitat de la batalla. Va ser jutjat per covardia i expulsat de l'exèrcit. Tegetthoff va tornar a casa com un heroi, va ser ascendit a vicealmirall i és considerat com un dels grans comandants navals de la història austríaca. L'enfrontament no va tenir grans conseqüències en la guerra, ja que la victòria austríaca es va veure enfosquida per la gran victòria prussiana a Königgrätz, però els esforços de Tegetthoff van ser importants per impedir que els italians prenguessin possessió de les illes de Dalmàcia.
Els historiadors moderns consideren que la batalla de Lissa va ser una de les batalles navals en una època en què les defenses eren molt més poderoses que les armes amb les que havien de ser destruïdes. Això va ser degut a un pobre avanç dels canons en ambdós bàndols pel fet que cap dels vaixells va anar a la batalla amb tot el seu armament.
El 21 de juliol, Prússia va signar el preliminar tractat de Nikolsburg i mentre l'Exèrcit aprofitava la redistribució de les unitats austríaques al front nord, els voluntaris de Garibaldi, reforçats per unitats regulars, van guanyar terreny envaint el Trentino i van aconseguir una victòria a la batalla de Bezzecca i el principal exèrcit italià, liderat pel general Enrico Cialdini va arribar a Udine, mentre que un exèrcit secundari liderat pel general Alfonso La Marmora bloquejava les forces austríaques a les fortaleses del Quadrilatero. Després de l'armistici, els italians es van retirar del Trentino.

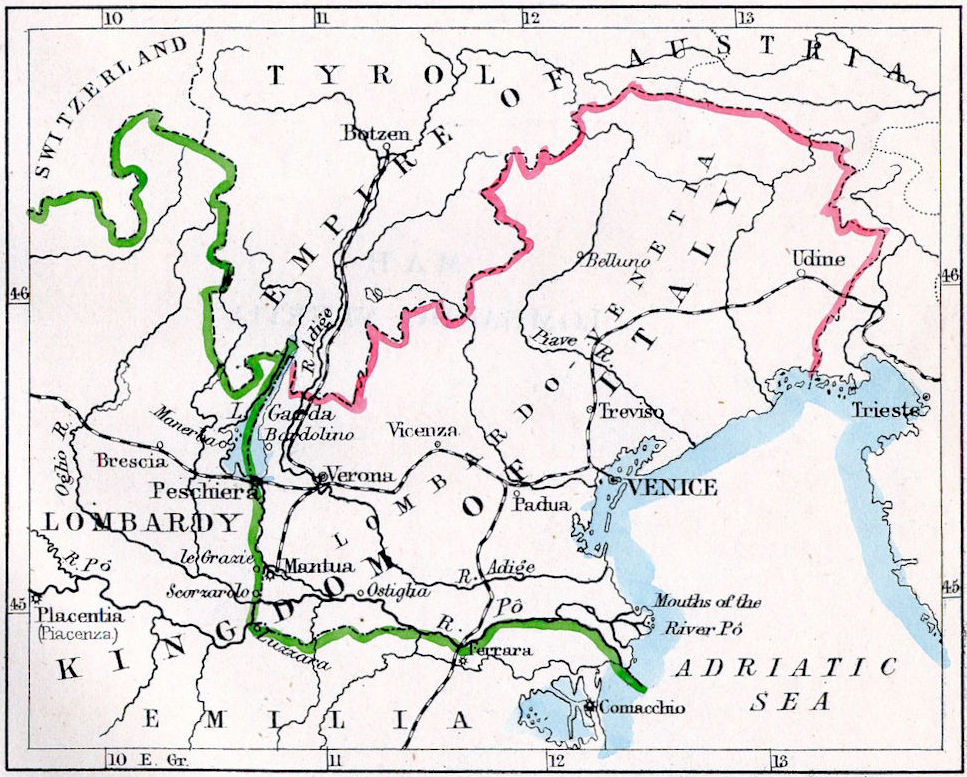
fronteres entre Itàlia i Àustria abans i després de la guerra

Poc després Prússia i Àustria van signar la Pau de Praga, per la que el Regne de Prússia, es va consolidar com a potència única entre els estats alemanys i es va formar la Confederació Alemanya del Nord amb tots els estats del nord d'Alemanya units, i l'Alemanya del Sud havent de pagar grans indemnitzacions a Prússia. La pau definitiva entre Itàlia i Àustria es va signar el 3 d'octubre pel Tractat de Viena, amb la mediació de Napoleó III. L'Imperi Austríac va reconèixer formalment el Regne d'Itàlia i va cedir Venècia (que comprenia Màntua, la vall del Vèneto i el Friül occidental) a l'Imperi Francès, que al seu torn la va cedir a Itàlia. Això va representar la dissolució definitiva del Regne Llombardovènet, ja que la Llombardia continental havia estat cedida al Regne de Sardenya-Piemont pel Tractat de Zuric el 1859.